# Chartham
Chartham – wieś w Anglii, w hrabstwie Kent, w dystrykcie Canterbury. Leży 6 km na południowy zachód od miasta Canterbury i 85 km na wschód od centrum Londynu.
W 2001 miejscowość liczyła 3351 mieszkańców.